# Американский вальдшнеп
Американский вальдшнеп (лат. Scolopax minor) — птица, живущая преимущественно в Восточной части Северной Америки. Большую часть времени проводит на земле, её оперение идеально для маскировки среди кустарников и в подлеске.

## Внешний вид
Американский вальдшнеп имеет округлое тело, короткие ноги, большую округлую голову, и длинный прямой клюв. Взрослые особи обычно 25—30 см в длину и весят от 140 до 230 г. Женские особи значительно крупнее мужских.
Клюв от 6,2 до 7 см.

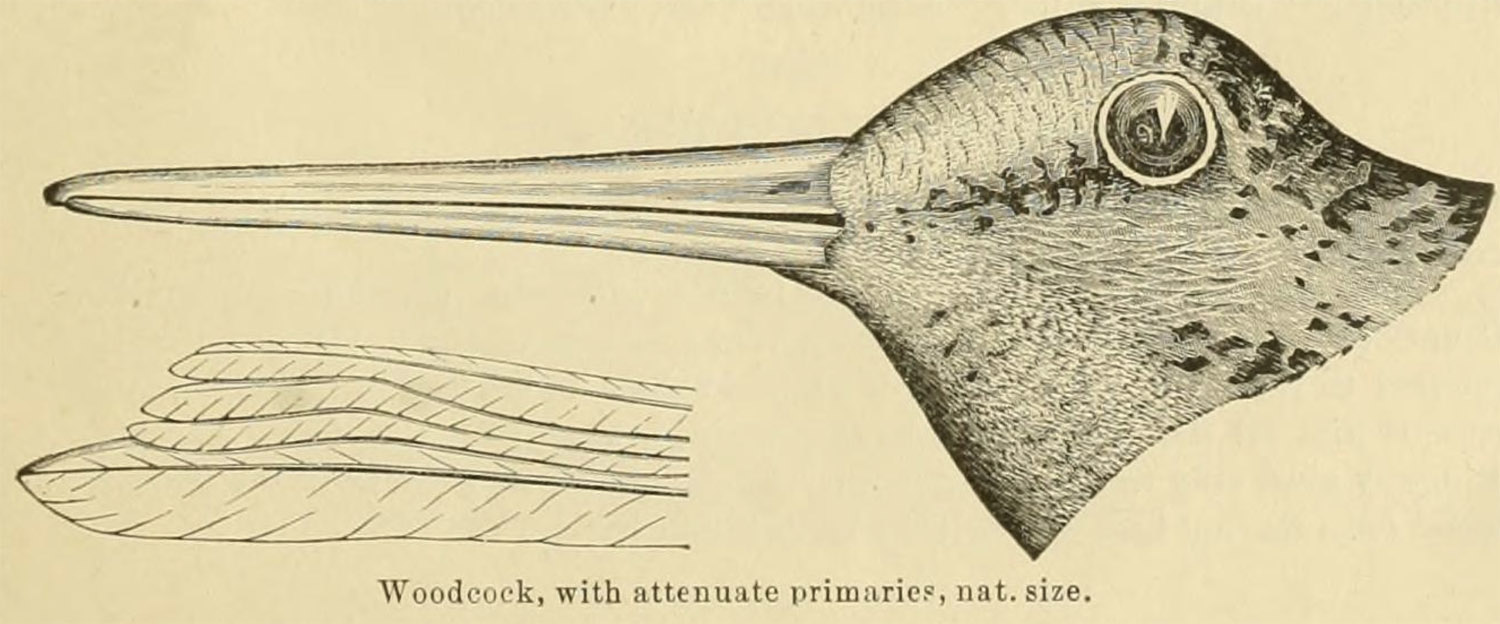
Американский вальдшнеп, 1891

Оперение пёстрое различных оттенков коричневого, серого и чёрного цветов. На груди и боках варьируется от желтовато-белого до бронзового. Затылок чёрный, с тремя или четырьмя рыже-коричневыми полосками.
Лапы маленькие и слабые, от буровато-серого до красновато-коричневого оттенка.
У вальдшнепов большие глаза, расположенные высоко, поэтому они имеют, вероятно, самое большое среди птиц поле зрения, 360° в горизонтальной плоскости и 180° в вертикальной плоскости.
Использует клюв для поиска пищи, питается в основном беспозвоночными и особенно дождевыми червями. Уникальное расположение костей и мышц позволяет ему открывать и закрывать кончик надклювья, когда он погружен в землю. Внутренняя часть надклювья и язык имеют грубую поверхность для захвата скользкой добычи.

## Размножение
Весной самцы занимают отдельные площадки для пения, отверстия возле заросшего кустарником укрытия, из которого они поют и совершают демонстрационные полёты на рассвете и в сумерках, а также при достаточно высоком уровне освещённости в лунные ночи.
Самцы могут продолжать свои ухаживания до четырёх месяцев подряд, иногда даже после того, как самки уже высидели свои выводки и покинули гнездо.

### Гнездо
Самка строит мелкое гнездо на земле в подстилке из листьев и веток, в зарослях кустарников или молодых деревьях, обычно в пределах 140 м от площадки, где поёт самец. Большинство самок американский вальдшнепа откладывают четыре яйца, иногда от одного до трёх. Инкубация длится от 20 до 22 дней. 
Покрытые пухом птенцы покидают гнездо в течение нескольких часов после вылупления. Самка заботится за детёнышами и кормит их.
Птенцы американского вальдшнепа сами начинают искать червей через несколько дней после вылупления. Они быстро развиваются и могут совершать короткие полёты через две недели, могут неплохо летать через три недели и становятся независимыми примерно через пять недель. 
Максимальная продолжительность жизни взрослого американского вальдшнепа в дикой природе — 8 лет.